# Rdečerumeni rubinovec
Rdečerumeni rubinovec, imenovan tudi rožnatoglavi goban, rdečerumeni goban ali rožnati goban (znanstveno ime Rubroboletus rhodoxanthus) je pogojno užitna goba iz rodu rubinovcev (Rubroboletus).
Uvrščena je na rdeči seznam svetovne zveze za varstvo narave kot potencialno ogrožena vrsta.

## Značilnosti
Ta gobja vrsta na videz malce spominja na  vražjega rubinovca, a se od njega loči po citronasto rumenem mesu, ki na prerezanih mestih takoj pomodri in svetlo rožnatem klobuku, po katerem je dobila slovensko ime.
Klobuk je sprva izbočen, pozneje pa postane blazinasto zaobljen in doseže do 20 cm v širino. Na temenu je klobuk belo sivkast do bledorumenkast, proti robovom pa prehaja v rožnato barvo. Cevke himenija so sprva rumene, nato pa postanejo rumeno zelene in imajo temno karminske luknjice. Himenij na prerezanem mestu tudi takoj pomodri.
Bet je pri mladih primerkih trebušast pri starejših pa se razpotegne in je večinoma vitek v dnišču pa zadebeljen. Rumeno osnovo beta pokriva karminsko rdeča mrežica s fino teksturo, ki je v dnišču izrazeitejša. Meso v betu je čvrsto in citronasto rumeno, a prerezano manj izrazito pomodri. Vonj gobe ni izrazit, okus pa je precej mil.

### Razširjenost
Na Slovenskem je ta vrsta gobanov precej redka, najdemo pa jo lahko na apnenčastih tleh, pod listavci (predvsem hrasti in bukvami), v toplih poletnih dneh.

### Uporabnost
Surov je strupen in povzroča prebavne motnje, prekuhan pa je sicer užiten, a ni preveč dobrega okusa. Velja za eno najbarvitejših evropskih gobjih vrst. Še najbolj podoben mu je škrlatni velegoban (Imperator rhodopurpureus), ki raste v podobnem okolju.

### Mikroskopske značilnosti
Trosni prah je olivno rjav. Trosi so vretenaste oblike, velikosti 10-16 x 5-6 μm.